# Manoir de Foncher
Le manoir de Foncher est un manoir situé à Villandry (Indre-et-Loire) et inscrit aux monuments historiques le 8 août 1962.